# Parafia św. Bazylego w Świerszczowie
Parafia św. Bazylego w Świerszczowie – parafia rzymskokatolicka, znajdująca się w archidiecezji lubelskiej, w dekanacie Siedliszcze.

## Historia parafii
Według podań ustnych, około 1510 roku, na miejscu, gdzie dzisiaj znajduje się kościół parafialny, stała cerkiew prawosławna, która prawdopodobnie spłonęła. W późniejszym okresie ówczesny właściciel majątku wsi Świerszczów o nazwisku Rulikowski ufundował świątynię unicką. Pracę nad budową nowej cerkwi, o konstrukcji zrębowej, oszalowanej, z dachem krytym blachą, z niewielką wieżyczką na sygnaturkę zakończono w 1795 roku. Po likwidacji przez władze carskie unickiego biskupstwa chełmskiego unicką cerkiew w Świerszczowie zamieniono na prawosławną.
Pod koniec XIX wieku świątynię w Świerszczowie odrestaurowano i nieznacznie przebudowano, a po I wojnie światowej oddano ją katolikom. Ze względu na brak proboszcza, posługę kapłańską pełnili księża z pobliskich parafii: proboszcz parafii Wereszczyn i proboszcz parafii Wola Wereszczyńska.
W dniu 3 października 1921 roku, dekretem biskupa podlaskiego Henryka Przeździeckiego, w Świerszczowie została erygowana parafia p.w. św. Bazylego. Dotychczas bowiem miejscowość należała do parafii w Wereszczynie. Cztery lata później, 28 października 1925 roku, na mocy bulli papieża Piusa XI "Vixdum Poloniae unitas", parafię w Świerszczowie przyłączono do diecezji lubelskiej. W tym okresie dokonano też remontu świątyni, plebanii oraz przynależnych do niej zabudowań. Wewnątrz dawnej cerkwi w ołtarzu głównym pozostał XVII-wieczny, namalowany na desce obraz Wniebowzięcia Najświętszej Maryi Panny. Reszta wyposażenia pochodziła z XVIII i XIX wieku. W późniejszym czasie obok kościoła wybudowano drewnianą dzwonnicę.
W latach 1966–1994 obowiązki proboszcza pełnił ks. Kazimierz Bender. W tym okresie wykonano wiele prac remontowych i renowacyjnych w kościele oraz przy jego obejściu: wykonano ogrodzenie wokół cmentarza grzebalnego a także kościoła, pomalowano wnętrze świątyni farbą olejną, a w głównym ołtarzu zainstalowano nowe tabernakulum. Obmurowano cegłą budynek plebanii, dobudowano także do niej werandę, w której urządzona została sala katechetyczna. W kościele wykonano podłogę z terakoty.

## Proboszczowie parafii
- 1921−1925 – ks. Bolesław Pietkiewicz
- 1927−1930 – ks. Jan Samolej
- 1930−1936 – ks. Zygmunt Grzegorzewski
- 1936−1949 – ks. Józef Groszek
- 1949−1955 – ks. Czesław Furtak
- 1955−1966 – ks. Wincenty Grosz
- 1966−1994 – ks. Kazimierz Bender
- 1994−2003 – ks. Adam Brzyski
- 2003−2008 – ks. Wiesław Cieszko
- 2008−2017 – ks. Marek Jaworski[2]
- 2017−obecnie – ks. Sławomir Franciszek Górny[1]